# 6-й истребительный авиационный корпус ПВО
6-й истребительный авиационный корпус ПВО (6 иак ПВО) — соединение Авиации ПВО РККА ВС Союза ССР, принимавшее участие в военных и боевых действиях Великой Отечественной войны, выполнявшее задачи противовоздушной обороны.

## Наименования корпуса
Истребительный авиационный корпус имел полное действительное наименование:
- 6-й истребительный авиационный корпус противовоздушной обороны;
- Московский истребительный авиационный корпус противовоздушной обороны.

## Создание корпуса
Корпус сформирован приказом Наркома Обороны Союза ССР, от 19 июня 1941 года, на основе управлений 24-й истребительной авиационной дивизии и 78-й истребительной авиационной дивизии в составе 11 истребительных авиационных полков (11, 16, 24, 27, 34, 120, 176, 177, 178, 233 и 309). Штаб корпуса размещался в Москве на улице Кирова, дом 33. Начальником штаба был назначен полковник Комаров Иван Иванович. В июне 1941 года имел в составе 175 экипажей самолётов Як-1, МиГ-3, ЛаГГ-3, и 212 экипажей И-16 и И-153. К 9 июля в состав корпуса входил 21 истребительный авиационный полк, к 22 июля 1941 года — 29, в которых имелось 585 самолётов, из них 170 МиГ-3, 75 ЛаГГ-3, 95 Як-1, 200 И-16 и 45 И-153.
В соответствии с построением системы ПВО Москвы на основе приказа Наркома Обороны Союза ССР зоны управления авиацией ПВО были поделены на четыре сектора:
- Западный сектор, ответственный — заместитель командир корпуса подполковник П. М. Стефановский, в подчинении семь истребительных авиационных полков (иап)
- Северный сектор, ответственный — заместитель командир корпуса полковник А. И. Митенков, в подчинении три иап
- Южный сектор, ответственный — заместитель командир корпуса полковник Н. К. Трифонов, в подчинении шесть иап
- Восточный сектор, ответственный — заместитель командир корпуса майор М. Н. Якушин, в подчинении два иап

## Преобразование корпуса
6-й истребительный авиационный корпус ПВО 15 июня 1943 года на основании приказа НКО № 0087 от 21 мая 1943 года преобразован в 1-ю воздушную истребительную армию ПВО.

## В действующей армии
В составе действующей армии:
- с 22 июня 1941 года по 9 июня 1943 года.

## Командиры корпуса
| Звание                | Имя                           | Период                  | Примечание |
| --------------------- | ----------------------------- | ----------------------- | ---------- |
| Полковник             | Климов Иван Дмитриевич        | 04.07.1941 — 08.11.1941 |            |
| Полковник             | Митенков Алексей Иванович     | 19.11.1941 — 26.09.1942 |            |
| Генерал-майор авиации | Демидов Александр Афанасьевич | 27.09.1942 — 15.06.1943 |            |

## В составе объединений РККА
| Объединение                                         | Период                  |
| --------------------------------------------------- | ----------------------- |
| Московский военный округ                            | 19.06.1941 — 01.01.1942 |
| Московский военный округ Московский корпусной район | 01.01.1942 — 05.04.1942 |
| Московский фронт ПВО                                | 05.04.1942 — 15.06.1943 |

## Соединения, части и отдельные формирования корпуса
За весь период своего существования боевой состав претерпевал изменения, в различное время в состав корпуса входили полки:
| Период                        | Части                                                | Примечание                          |
| ----------------------------- | ---------------------------------------------------- | ----------------------------------- |
| 07.03.1942 г. — 09.06.1943 г. | 12-й гвардейский истребительный авиационный полк ПВО | убыл в 320-ю иад                    |
| 10.07.1941 г. — 25.09.1941 г. | 9-й "А" истребительный авиационный полк ПВО          | Переименован в 445-й иап ПВО        |
| 20.06.1941 г. — 25.08.1942 г. | 11-й истребительный авиационный полк                 | убыл в 268-ю иад                    |
| 10.02.1943 г. — 09.06.1943 г. | 11-й истребительный авиационный полк ПВО             | убыл в 6-ю сад                      |
| 24.06.1941 г. — 27.08.1941 г. | 12-й истребительный авиационный полк                 | убыл в 6-ю сад                      |
| 20.06.1941 г. — 15.06.1943 г. | 16-й истребительный авиационный полк ПВО             | убыл в 320-ю иад                    |
| 20.06.1941 г. — 21.09.1941 г. | 24-й истребительный авиационный полк                 | убыл в 7-й иак ПВО                  |
| 24.07.1941 г. — 24.08.1941 г. | 24-й "А" истребительный авиационный полк             | Переименован в 415-й иап            |
| 20.06.1941 г. — 01.07.1942 г. | 27-й истребительный авиационный полк                 | убыл в 287-ю иад                    |
| 05.08.1941 г. — 25.08.1941 г. | 28-й истребительный авиационный полк                 | убыл в 4-ю сад                      |
| 08.10.1941 г. — 09.06.1943 г. | 28-й истребительный авиационный полк ПВО             | убыл в 318-ю иад                    |
| 16.11.1941 г. — 19.12.1941 г. | 28-й "А" истребительный авиационный полк ПВО         | убыл в 318-ю иад                    |
| 12.07.1941 г. — 05.08.1941 г. | 33-й истребительный авиационный полк ПВО             | убыл в 43-ю сад                     |
| 20.06.1941 г. — 09.06.1943 г. | 34-й истребительный авиационный полк ПВО             | убыл в 317-ю иад                    |
| 20.07.1941 г. — 13.08.1941 г. | 35-й истребительный авиационный полк ПВО             | переименован в 419-й иап            |
| 15.08.1941 г. — 25.08.1941 г. | 35-й истребительный авиационный полк ПВО             | передан в 7-й иак ПВО               |
| 03.12.1941 г. — 15.12.1941 г. | 40-й авиационный полк разведчиков ГК КА              |                                     |
| 18.07.1941 г. — 14.08.1941 г. | 41-й истребительный авиационный полк                 | убыл в 7-ю сад                      |
| 03.02.1942 г. — 09.06.1943 г. | 67-й истребительный авиационный полк ПВО             | убыл в 317-ю иад                    |
| 10.10.1941 г. — 10.03.1942 г. | 95-й истребительный авиационный полк                 | убыл в состав ВВС Северного флота   |
| 22.06.1941 г. — 07.03.1942 г. | 120-й истребительный авиационный полк ПВО            | переименован в 12-й гвардейский иап |
| 15.07.1941 г. — 25.08.1941 г. | 121-й истребительный авиационный полк ПВО            | убыл в 8-ю иад                      |
| 09.07.1941 г. — 21.09.1941 г. | 123-й истребительный авиационный полк ПВО            | убыл в 7-й иак ПВО                  |
| 12.10.1941 г. — 28.08.1942 г. | 126-й истребительный авиационный полк ПВО            | убыл в 268-ю иад                    |
| 12.09.1942 г. — 09.06.1943 г. | 126-й истребительный авиационный полк ПВО            | убыл в 320-ю иад                    |
| 14.12.1941 г. — 04.01.1942 г. | 161-й истребительный авиационный полк                | убыл в 57-ю сад                     |
| 17.12.1941 г. — 04.01.1942 г. | 163-й истребительный авиационный полк                | убыл в 7-ю сад                      |
| 21.09.1941 г. — 15.02.1942 г. | 171-й истребительный авиационный полк                | убыл в 125-ю иад                    |
| 22.06.1941 г. — 04.07.1942 г. | 176-й истребительный авиационный полк ПВО            | убыл в 207-ю иад                    |
| 16.07.1941 г. — 09.06.1943 г. | 177-й истребительный авиационный полк ПВО            | убыл в 319-ю иад                    |
| 31.07.1941 г. — 27.09.1941 г. | 177-й «А» истребительный авиационный полк ПВО        | переименован в 495-й иап            |
| 08.07.1941 г. — 09.06.1943 г. | 178-й истребительный авиационный полк ПВО            | убыл в 319-ю иад                    |
| 15.07.1941 г. — 09.08.1941 г. | 180-й истребительный авиационный полк                | убыл в 43-ю сад                     |
| 15.10.1941 г. — 12.03.1942 г. | 208-й скоростной бомбардировочный авиационный полк   | убыл в состав ВВС                   |
| 22.06.1941 г. — 27.09.1941 г. | 233-й истребительный авиационный полк ПВО            | убыл в ВВС 43-й армии               |
| 07.10.1941 г. — 28.06.1942 г. | 233-й истребительный авиационный полк ПВО            | убыл в 286-ю иад                    |
| 05.12.1941 г. — 18.01.1942 г. | 253-й истребительный авиационный полк ПВО            | убыл в ВВС 11-й армии               |
| 04.01.1942 г. — 01.06.1942 г. | 287-й истребительный авиационный полк                | убыл в 22-й зиап                    |
| 23.12.1941 г. — 02.01.1942 г. | 294-й истребительный авиационный полк                | переименован в 488-й иап            |
| 27.07.1941 г. — 09.06.1943 г. | 309-й истребительный авиационный полк ПВО            | убыл в 319-ю иад                    |
| 13.08.1941 г. — 15.08.1941 г. | 419-й истребительный авиационный полк ПВО            | переименован в 35-й иап ПВО         |
| 13.08.1941 г. — 03.03.1942 г. | 423-й истребительный авиационный полк ПВО            | переименован в 787-й иап ПВО        |
| 13.10.1941 г. — 29.03.1942 г. | 428-й истребительный авиационный полк ПВО            | убыл во 2-ю уаг                     |
| 13.01.1942 г. — 09.06.1943 г. | 429-й истребительный авиационный полк ПВО            | убыл в 320-ю иад                    |
| 27.09.1941 г. — 06.10.1941 г. | 435-й истребительный авиационный полк ПВО            | убыл в ВВС 51-й армии               |
| 13.10.1941 г. — 18.01.1942 г. | 436-й истребительный авиационный полк ПВО            | убыл в АГ Горбацевича               |
| 01.01.1942 г. — 20.02.1942 г. | 441-й истребительный авиационный полк ПВО            | убыл в 106-ю иад                    |
| 25.09.1941 г. — 09.06.1943 г. | 445-й истребительный авиационный полк ПВО            | убыл в 319-ю иад                    |
| 02.01.1942 г. — 09.06.1943 г. | 488-й истребительный авиационный полк ПВО            | убыл в 320-ю иад                    |
| 27.09.1941 г. — 03.03.1942 г. | 495-й истребительный авиационный полк ПВО            | убыл в 125-ю иад                    |
| 07.09.1941 г. — 09.06.1943 г. | 562-й истребительный авиационный полк ПВО            | убыл в 318-ю иад                    |
| 07.09.1941 г. — 09.06.1943 г. | 564-й истребительный авиационный полк ПВО            | убыл в 318-ю иад                    |
| 18.09.1941 г. — 09.06.1943 г. | 565-й истребительный авиационный полк ПВО            | убыл в 318-ю иад                    |
| 19.12.1941 г. — 09.06.1943 г. | 736-й истребительный авиационный полк ПВО            | убыл в 317-ю иад                    |
| 03.03.1942 г. — 13.03.1942 г. | 787-й истребительный авиационный полк ПВО            | убыл в 125-ю иад ПВО                |

## Участие в операциях и битвах
Сразу после формирования корпус выполнял задачи ПВО Москвы и важных объектов Центрального промышленного района от массированных ударов немецкой авиации. 22 июля 1941 года полки корпуса отразили массированный налет (более 200 тяжелых бомбардировщиков) авиации противника на Москву, к городу удалось прорваться только нескольким одиночным самолетам.
Корпус принимал участие в операциях и битвах:
- Битва за Москву — 30 сентября 1941 года по 20 апреля 1942 года
- Тульская наступательная операция — 6 декабря 1941 года по 16 декабря 1941 года
- Калужская наступательная операция — с 17 декабря 1941 года по 5 января 1942 года
- Клинско-Солнечногорская наступательная операция — 6 декабря 1941 года по 26 декабря 1941 года
- прикрытие войск Западного фронта
- прикрытие войск Резервного фронта
- прикрытие войск Брянского фронта
- прикрытие войск Северо-Западного фронта
- прикрытие войск Калининского фронта
- нанесение ударов по аэродромам противника: Клин, Калинин, Юхнов, Гжатск, Инютино, Алферово

## Присвоение полкам гвардейских званий
- 120-й истребительный авиационный полк 7 марта 1942 года за образцовое выполнение боевых задач и проявленные при этом мужество и героизм приказом НКО СССР[9] преобразован в 12-й гвардейский истребительный авиационный полк.

## Герои Советского Союза и России
- Белясник Петр Никифорович, капитан, штурман 126-го истребительного авиационного полка 28 апреля 1943 года Указом Президиума Верховного Совета СССР удостоен звания Герой Советского Союза. Золотая Звезда № 927.
- Голубин Иван Филиппович, лейтенант, заместитель командира эскадрильи 16-го истребительного авиационного полка 4 марта 1942 года Указом Президиума Верховного Совета СССР удостоен звания Герой Советского Союза. Золотая Звезда № 676.
- Горбатюк Евгений Михайлович, старший лейтенант, командир эскадрильи 28-го истребительного авиационного полка 4 марта 1942 года Указом Президиума Верховного Совета СССР удостоен звания Герой Советского Союза. Золотая Звезда № 665.
- Григорьев Герасим Афанасьевич, капитан, заместитель командира эскадрильи 178-го истребительного авиационного полка 14 февраля 1943 года Указом Президиума Верховного Совета СССР удостоен звания Герой Советского Союза. Золотая Звезда № 791.
- Заболотный Иван Николаевич, старший лейтенант, командир звена 16-го истребительного авиационного полка 4 марта 1942 года Указом Президиума Верховного Совета СССР удостоен звания Герой Советского Союза. Посмертно.
- Еремеев Пётр Васильевич, старший лейтенант, заместитель командира эскадрильи 27-го истребительного авиационного полка 21 сентября 1995 года Указом Президиума Верховного Совета СССР удостоен звания Герой России. Посмертно.
- Катрич Алексей Hиколаевич, лейтенант, заместитель командира эскадрильи 27-го истребительного авиационного полка 28 октября 1941 года Указом Президиума Верховного Совета СССР удостоен звания Герой Советского Союза. Золотая Звезда № 549.
- Калабушкин Иван Николаевич, старший лейтенант, командир эскадрильи 562-го истребительного авиационного полка 4 марта 1942 года Указом Президиума Верховного Совета СССР удостоен звания Герой Советского Союза. Золотая Звезда № 667.
- Ковалёв Венедикт Ефимович, лейтенант, командир звена 11-го истребительного авиационного полка Указом Президиума Верховного Совета СССР удостоен звания Герой Советского Союза. Посмертно.
- Лукьянов Анатолий Григорьевич, старший лейтенант, командир звена 487-го истребительного авиационного полка 4 марта 1942 года Указом Президиума Верховного Совета СССР удостоен звания Герой Советского Союза. Золотая Звезда № 670.
- Матаков Василий Николаевич, младший лейтенант, заместитель командира эскадрильи 27-го истребительного авиационного полка Указом Президиума Верховного Совета СССР удостоен звания Герой Советского Союза. Золотая Звезда № 668.
- Митрофанов Фёдор Васильевич, старший лейтенант, командир эскадрильи 445-го истребительного авиационного полка 14 февраля 1943 года Указом Президиума Верховного Совета СССР удостоен звания Герой Советского Союза. Золотая Звезда № 792.
- Найденко Василий Михайлович, майор, командир 126-го истребительного авиационного полка 21 апреля 1943 года Указом Президиума Верховного Совета СССР удостоен звания Герой Советского Союза. Золотая Звезда № 915.
- Родионов Михаил Александрович, младший лейтенант, командир звена 562-го истребительного авиационного полка 14 февраля 1943 года Указом Президиума Верховного Совета СССР удостоен звания Герой Советского Союза. Посмертно.
- Самохвалов Николай Степанович, старший лейтенант, заместитель командира эскадрильи 126-го истребительного авиационного полка 28 апреля 1943 года Указом Президиума Верховного Совета СССР удостоен звания Герой Советского Союза. Золотая Звезда № 935.
- Смирнов Александр Иванович, старший лейтенант, заместитель командира эскадрильи 126-го истребительного авиационного полка 27 марта 1996 года Указом Президента Российской Федерации удостоен звания Героя России. Медаль № 262
- Талалихин Виктор Васильевич, младший лейтенант, заместитель командира эскадрильи 177-го истребительного авиационного полка 8 августа 1941 года Указом Президиума Верховного Совета СССР удостоен звания Герой Советского Союза. Золотая Звезда № 347.
- Титенков Константин Николаевич, капитан, командир эскадрильи 11-го истребительного авиационного полка 28 октября 1941 года 4 марта 1942 года Указом Президиума Верховного Совета СССР удостоен звания Герой Советского Союза. Посмертно.
- Холодов Иван Михайлович, старший лейтенант, заместитель командира эскадрильи 28-го истребительного авиационного полка 4 марта 1942 года Указом Президиума Верховного Совета СССР удостоен звания Герой Советского Союза. Золотая Звезда № 664.
- Шумилов Иван Петрович, лейтенант, летчик 16-го истребительного авиационного полка Указом Президиума Верховного Совета СССР удостоен 4 марта 1942 года звания Герой Советского Союза. Золотая Звезда № 666.